# Gabriela Tomašeková
Gabriela Tomašeková (ur. 20 września 1983 w Bratysławie na Słowacji) – słowacka siatkarka, występująca na pozycji środkowej. W sezonie 2005/2006 zawodniczka występowała w najwyższej klasie rozgrywek w Polsce w klubie KPSK Stal Mielec. Reprezentantka Słowacji.

## Kluby
- 1996 - 2004 Slávia UK Bratislava
- 2004 - 2005 Muszynianka Muszyna
- 2005 - 2006 KPSK Stal Mielec
- 2006 - 2008 SVS Post Schwechat
- 2008 - 2011 VK Modřanská Prostějov[1]

## Sukcesy
- osiem złotych medali w mistrzostwach Słowacji z Slávia UK Bratislava[2]
- złoty medal zdobyty z VK Modřanská Prostějov w lidze MEVZA[3]
- trzy złote medale w mistrzostwach Czech z VK Modřanská Prostějov
- trzykrotna zdobywczyni Pucharu Czech z VK Modřanská Prostějov